# Henri Dorey
Henri Dorey, né le 12 février 1907 à Terrans (Saône-et-Loire) et mort le 16 novembre 1967 à Blois (Loir-et-Cher), est un homme politique français.

## Biographie
Orphelin de guerre, Henry Dorey est pupille de la nation. Il mène des études de droit et entre en 1927 dans l'administration de l'Enregistrement en étant nommé inspecteur, en poste à Belfort.
Dès 1940, il participe à l'action de résistance contre l'occupant, essentiellement dans la presse clandestine. Membre du Comité départemental de Libération du Territoire de Belfort, il est médaillé de la Résistance.
Membre du Mouvement Républicain Populaire, il est élu conseiller municipal de Belfort en 1945 (il est ensuite constamment réélu jusqu'en 1965) et figure, lors des élections à l'assemblée constituante, sur la liste menée par Pierre Beauquier, qui n'obtient qu'un seul des deux sièges à pourvoir
En décembre 1946, il est élu Sénateur et siège au Conseil de la République jusqu'en janvier 1948. Il y est un élu actif, plusieurs fois rapporteur de la commission des finances, et auteur de plusieurs initiatives parlementaires.
Après son mandat, en 1949, il réintègre l'administration, au sein du Trésor public.
À la suite de la défection de Pierre Beauquier, il prend la tête de la liste du MRP pour les élections législatives de 1951. Avec 23 % des voix, il est élu député. Il travaille essentiellement sur les questions budgétaires et fiscales, et exerce la fonction de rapporteur du budget de plusieurs ministères, ainsi que sur le projet de convention avec la Banque de France en 1953.
Il est notamment l'auteur de « l'amendement Dorey » (article 5 de la loi du finances du 14 août 1954), qui permet d'emprisonner ceux qui s'opposent aux contrôles fiscaux, et qui devient rapidement un point de fixation de la contestation poujadiste menée par l'Union de défense des commerçants et artisans de Pierre Poujade.
Plutôt orienté à la droite du MRP, il est critique avec l'expérience Mendès-France et s'abstient notamment pour l'investiture de son gouvernement, tout comme, en février 1955, sur celle d'Edgar Faure.
Réélu député en 1956 avec 26 % des voix, il devient président de la sous-commission de contrôle des crédits de la Défense, et reste un député très actif.
Votant l'investiture de Guy Mollet, il soutient ensuite la politique algérienne du gouvernement. En novembre 1957, il est nommé secrétaire d'Etat à l'agriculture dans le gouvernement Félix Gaillard, qui chute en mai 1958.
Il apporte alors son soutien au retour de Charles de Gaulle au pouvoir. Candidat aux législatives de 1958 dans la deuxième circonscription du Territoire de Belfort, il arrive en tête au premier tour, avec 29 % des voix, et bénéficie au second du désistement en sa faveur du candidat gaulliste, ce qui lui permet d'être réélu. Il exerce pendant cette législature les fonctions de vice-président de la commission des finances, et apparaît comme le spécialiste des questions militaires de cette commission.
Il devient aussi un des porte-paroles principaux de son parti à l'Assemblée nationale. Désigné en 1959 pour répondre au discours d'investiture de Michel Debré, il est élu, en décembre 1960, président du groupe parlementaire (républicains populaires et centre démocratique).
Logiquement, il prend, au nom de son groupe, de plus en plus de distance avec le gouvernement, tout en soutenant, en 1962, le gouvernement Pompidou, au sein duquel figurent plusieurs personnalités MRP. Néanmoins, il est, avec Paul Coste-Floret, le porte-parole du MRP lorsque celui-ci vote, en octobre 1962, la censure du gouvernement.
Candidat à sa réélection après la dissolution de l'assemblée nationale, il n'obtient que 19 % des voix au premier tour, et est largement devancé par Jean Bailly, candidat soutenu par l'UNR, qui en obtient 46 %. Compte tenu du maintien du candidat socialiste,  il est logiquement battu au second tour, obtenant même un résultat inférieur au premier (15 %).
Il reprend alors sa carrière administrative, et exerce comme receveur des finances, puis obtient une promotion en 1966 comme trésorier-payeur général du Loir-et-Cher, ce qui le conduit à quitter Belfort pour Blois, où il meurt prématurément, à l'âge de 60 ans.

## Fonctions
- Secrétaire d'État à l'Agriculture du gouvernement Félix Gaillard du 11 novembre 1957 au 15 mai 1958
- Conseiller de la République du Territoire de Belfort du 8 décembre 1946 au 6 novembre 1948
- Député MRP du Territoire de Belfort du 7 juin 1951 au 9 octobre 1962